# Steam Machine

テレビゲーム, Linuxカーネル, Simple DirectMedia Layer, OpenGL.

Steam Machineは、Valve Corporationが提唱するゲームプラットフォーム。Linuxをベースに開発されたゲーム機用オペレーティングシステムSteamOSを搭載し、ゲーム配信サービスSteamに登録されている多くのゲームや、今後配信予定のゲームをプレイできるよう開発が進められている。Steam MachineはPCのようにユーザーが自身の手で自由に改造やアップグレードが可能で、SteamOS自体もSteam Machineに限らず、一般的なPCに無料でインストールが可能となっている。Steam Machineの製品群は性能、サイズ、価格等で分かれるラインナップとなっている。Valveはまた、Steam Controllerと呼ばれるタッチパッドを備えたゲームコントローラを開発しており、Steam Controllerはユーザーがパソコンゲームをプレイする際にマウスとキーボードを使用したときと同様の正確さで操作を行え、さらに典型的なゲームコントローラの機能を持つものを目指している。

## 歴史
Steamは主にMicrosoft Windows向けにValve Corporationが開発した、ゲームのダウンロード販売プラットフォームである。多くのメーカーによる作品が配信され、Steamアカウント取得者のうち75%がこのプラットフォームでゲームを購入している。Valveはアプリケーションの動作制限に関しマイクロソフトとApple両方のOSに対し不満を抱いており、2012年発売のWindows 8に対してもValveのゲイブ・ニューウェルCEOは「PC業界のすべての人達にとって大惨事」とこき下ろし、オープンソースのオペレーティングシステムであるLinuxを「開放的なプラットフォーム」として推進していく可能性に言及した。また今後のLinuxの展開にゲームは不可欠であるという認識を示した。2012年7月にゲームを移植するための開発ツールと共にLinux用Steamクライアントがリリースされた。ValveはSteam Playのように、あるプラットフォームのゲームを購入しても自動的に他の対応プラットフォームでプレイできるような、ゲームがどこにていても遊べる、ポータプルな環境を提供できるように取り組んでいた。
Steam Machineの公式発表の前、2012年にValveのハードウェア市場への参入の噂が業界で広まっていた。それはLinuxに重点を置き、今後ゲーム機に必要となるであろう、大画面で離れた場所からでもプレイしやすい「Big Pictureモード」インターフェースを持つのではないかとされていた。同年末近くにValveはゲーム機の開発を検討していることを正式に発表し、メディアではそのゲーム機を仮に「Steam Box」と呼んでいた。またSteam専用機としてゲームなど各種メディアを楽しんだりクライアントが既に提供している他の機能を使用することができるとしており、他ゲーム機と同様の仕様になると見られていた。ソフトウェアの方も例えばLinux搭載のようにオープンになると見られていたが、ユーザーが望むならWindowsをインストールすることもできるようになっていた。
ニューウェルは2013年1月にインタビューを受け、そこでは基本モデルとしてコードネーム「ビッグフット」と呼ばれるハードウェアを自社で開発しているが、この構想に賛同する他のハードウェアメーカーにおいても開発・販売の制限はしないと述べた。例として寸法やコストを理由に光学ドライブの搭載にValveが乗り気でなかったとしても、他のベンダーが搭載することは可能である。また、1台のハードで家にあるモニターやテレビのどれにでも映し出せるワイヤレス・ディスプレイのような機能を想定していることを明らかにした。コントローラーの入力方式にはモーションコントロールのような形式よりも有用なプレーヤーの無意識な反応を利用し、特に着目しているのは視線追跡であると述べた。さらに家庭用機器市場に加え携帯端末市場を見込んで「リトルフット」と呼ぶラップトップやタブレットも構想していると述べた。2014年1月に開催されたSteam Dev Daysにおいて、ValveはSteam Machineを最初はリビングルーム向けとすることを明らかにし、WindowsとOS Xのクローズドな環境から脱し、Linuxのオープンな環境の需要を創造すると述べた。

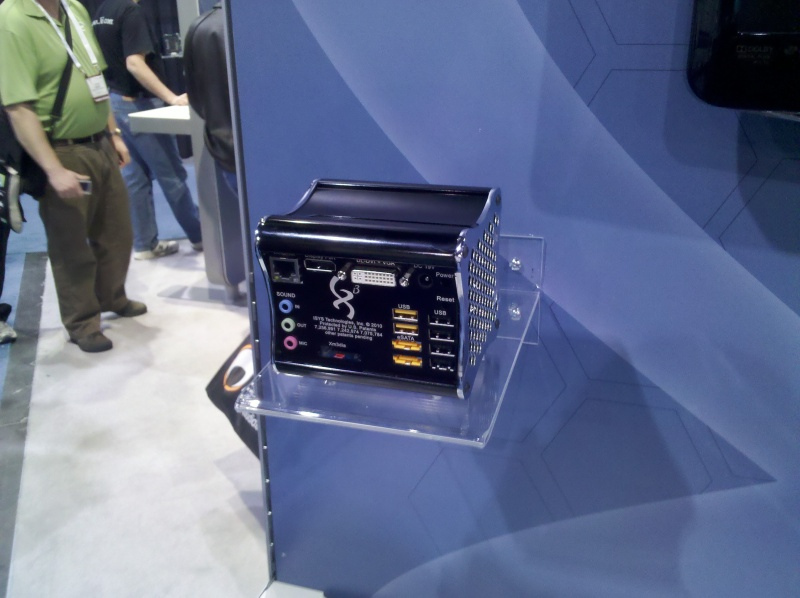
2011年のCESでお披露目されたXi3社のモジュラーコンピュータ「ピストン」。Steam Machine機の最終形に搭載することを計画している多くの機能がデモンストレーションされた

2013年のコンシューマー・エレクトロニクス・ショーにて、Xi3社が「ピストン」という開発コード名のPC試作機を出展した。この機種はSteamを動作させることとビッグピクチャーモードに対応することを重視してデザインされている。また、Xi3社による「パフォーマンスレベル」を基にしたX7Aモデルは人の手よりわずかに大きく、電源や映像、データ信号用の複数のI/Oポートが存在する。Xi3はピストンコンソールの予約受付を2013年3月のサウス・バイ・サウスウェスト・フェスティバルにて開始、同年末までに一般販売される予定で非常に高い関心が見込まれた。ValveはXi3社とともに初期の開発には携わったがピストンの仕様には直接的な関与はしておらず、それがSteam Boxの最終デザインになるわけではないことを明確にしている。
2013年9月最終週、ValveはSteam MachineをSteamOSとSteamコントローラーと共に正式公開、2014年中頃に発売予定とした。2013年12月13日、初期テストを目的に選ばれたベータテスターにSteam Machineのベータ機が300台送付、さらに2014年1月のSteam Dev Daysに来場した開発者に2000台提供された。Valveはまた試用目的として「Linuxハッカー」向けにSteamOSの限定的なダウンロードを可能にした。しかしその後発売は延期され、最終的に2015年11月10日に最初の製品が発売された。
コンシューマ市場ではSteam Machineが発売延期となっている間に、同世代のゲーム機であるPS4やXbox Oneがシェアを固めており、後発となったSteam MachineはSteamOS対応ゲームも少ないままと不振が続いた。2018年4月にはSteam公式WebサイトのタブからSteam Machineのリンクも消され、Steam Machineは事実上終了したとの報道がなされている。 2019年11月にはSteamコントローラーの販売も終了した。

## ハードウェア

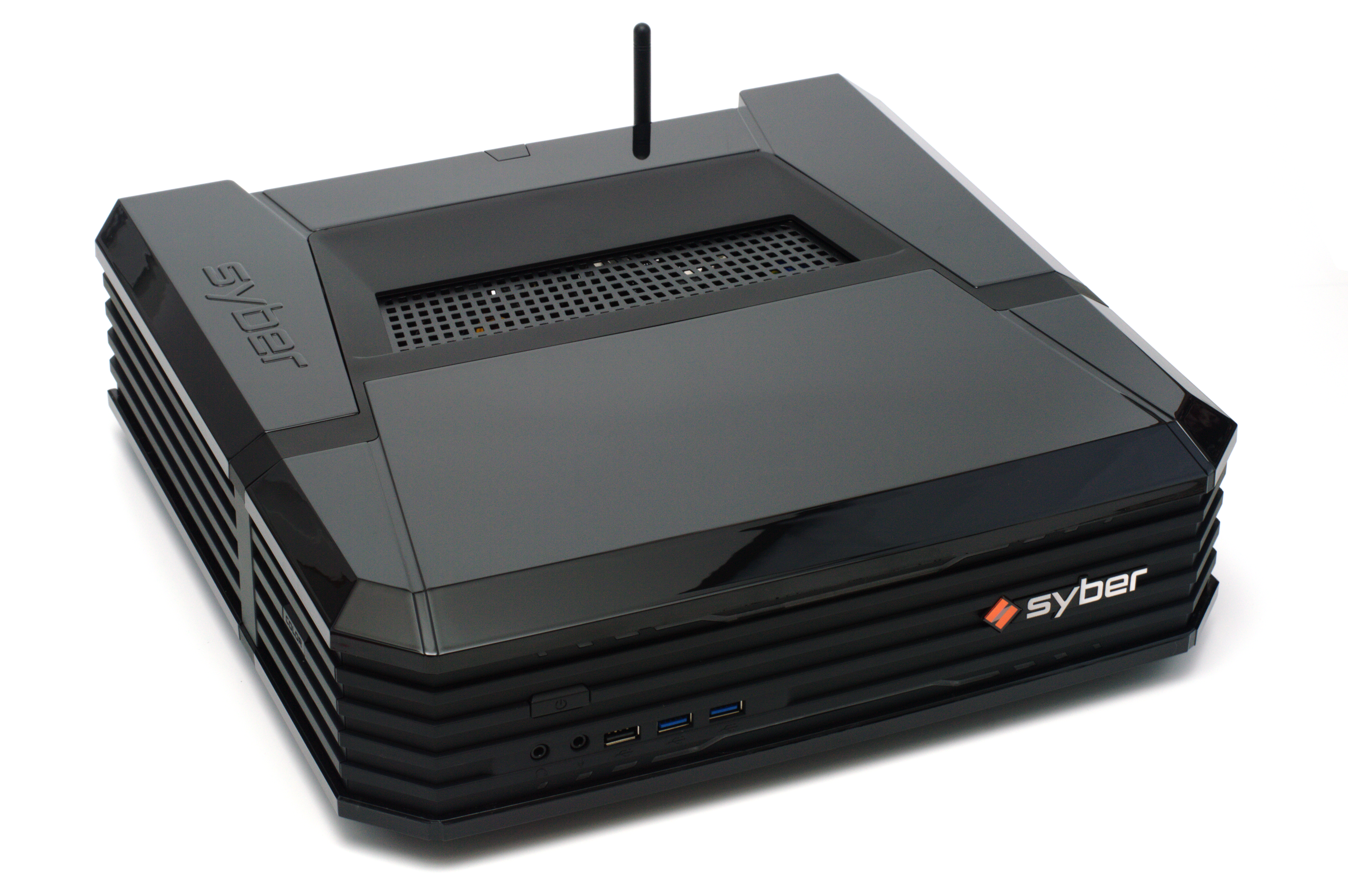
CyberPower製Steam Machine

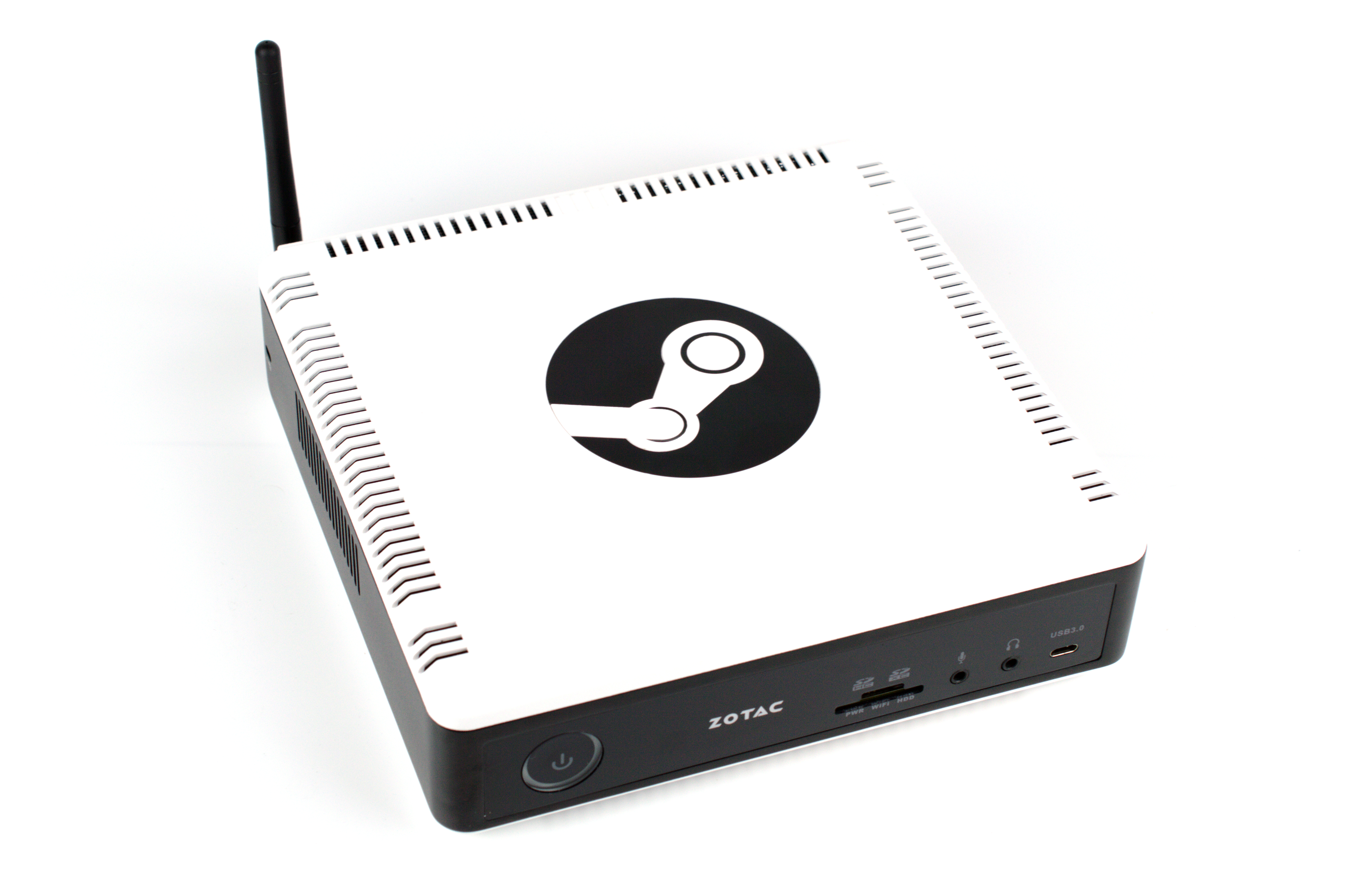
ZOTAC製Steam Machine

### ハードウェア構成
他のゲーム機と異なり、Steam Machine自体には決まったハードウェア仕様を設定していない。しかしSteam OSや対応ゲームが動作する最低限のスペックになるとしている。Valveは数社のハードウェアメーカーによって複数の異なる商用バージョンを計画しているが、ユーザーは自身が望むがままに自作やパーツの交換追加による既成機の改造が可能になるとしている。同機は2014年にユーザーの手元に届くとされ、1月初めに開催されたCESにて最初の商品群を手掛ける協賛企業が発表された。
Valveは2013年後半よりベータテストを開始、当選した300人のSteamユーザーに最適化された試作機とSteamコントローラーの初期バージョンが配布された。テストユーザーに送られた初代試作機は複数のスペックがあるもののSteam Machineの最終的な仕様になるわけではないとされる。スペックは以下のとおり:
- CPU: Intel Core i7-4770, i5-4570, and i3
- グラフィックカード: Nvidia GeForce GTX Titan, GTX 780, GTX 760（英語版）, GTX 660（英語版）
- グラフィックカードRAM: 3 GB GDDR5
- メインRAM: 16 GB DDR3-1600
- ハードドライブ: 1 TBストレージ/8 GB SSDキャッシュハイブリッドHDD
- 電源: 450 W
- 寸法: 12" × 12.4" × 2.9" high (30.5 cm × 31.5 cm × 7.4 cm)

CPU、GPU、電源への換気や冷却方法をどうするかはマシン構成のカギとなる部分で、Valveはベータ機にてこれら3つの部分別々にサーキュレーションや換気のルートを作っている。
また、将来のSteam Machineの開発と保証をするためにAMDと提携している。
協賛したハードウェアメーカーは2014年のCESまでに試作機を公開している。iBuyPowerが発表した試作機はAMDのCPU、R9-270に500GBのハードディスクを搭載し499ドルとなっている。デジタルストームはハイエンド機としてパーツを液体冷却する構造になっており約1,500ドルで一般販売するだろうとしている。他にエイリアンウェア、ファルコン・ノースウェスト、サイバーパワーPC、オリジンPC、GIGABYTE、Materiel.net、ウェブハレン、アルターネート、ネクスト、ZOTAC、スキャン・コンピュータ、メインギアがSteam Machineの試作機を公開しており、2014年のCEDではメインギアを除く全メーカーが試作機を出展した。初代機の価格帯はメーカー、スペックによって499ドルから6,000ドルの間になるとされている。

#### 提供メーカー
エイリアンウェアは2014年9月にSteam Machineの発売を開始する計画であることを発表。現計画はスペックが固定された機種のみの発売でユーザーによる改造が不可能だが、計画では年単位で新たなスペックを提供することになっている。

### Steamコントローラー

Steamコントローラー

Steam Machineのハードウェア仕様に絡み、ValveはSteamコントローラーという新たなゲームコントローラを開発。コントローラーを使うユーザーのためだけではなく、従来のキーボードやマウスを使ってプレイするユーザーでも利用できるものになっている。2つのクリックも可能な高解像度トラックパッド（最近のコントローラーにある親指で操作するスティックに代わるもの）や正面、肩に相当する部分、グリップの背面を含む16個のボタンが搭載されている。トラックパッドにはゲームで起こったことに応じて触覚フィードバックをプレーヤーに送るハプティクス技術が使われている。WIRED誌のクリス・コーラーはValveのプレスイベントにてシヴィライゼーション5をコントローラーを使ってプレイし、彼の感想として、マウスカーソルを動かすときにトラックパッドを使ったがコントローラー内の電磁石が効果音と触覚フィードバックを生み出し、トラックボールを使っているようだったと述べている。コントローラーはSteam Machineでの使用を想定してデザインされているが既存のPC上でのSteamでも使用することができる。

コントローラーの初期デザインには中央部にタッチスクリーンがあり、マウスパッドのような役目を果たしコントローラーでは思い通りに出来ない動きを可能にしており、ゲーム画面にタッチスクリーンの画面を重ねて表示することで、ユーザーは画面から注意を逸らすことなくゲームの操作ができるようになっていた。しかし、2014年のSteam Dev DaysにてValveはコントローラーからタッチスクリーンの搭載を止め、既存のゲームへ合わせるため今ある正面のボタンを修正したと発表した。

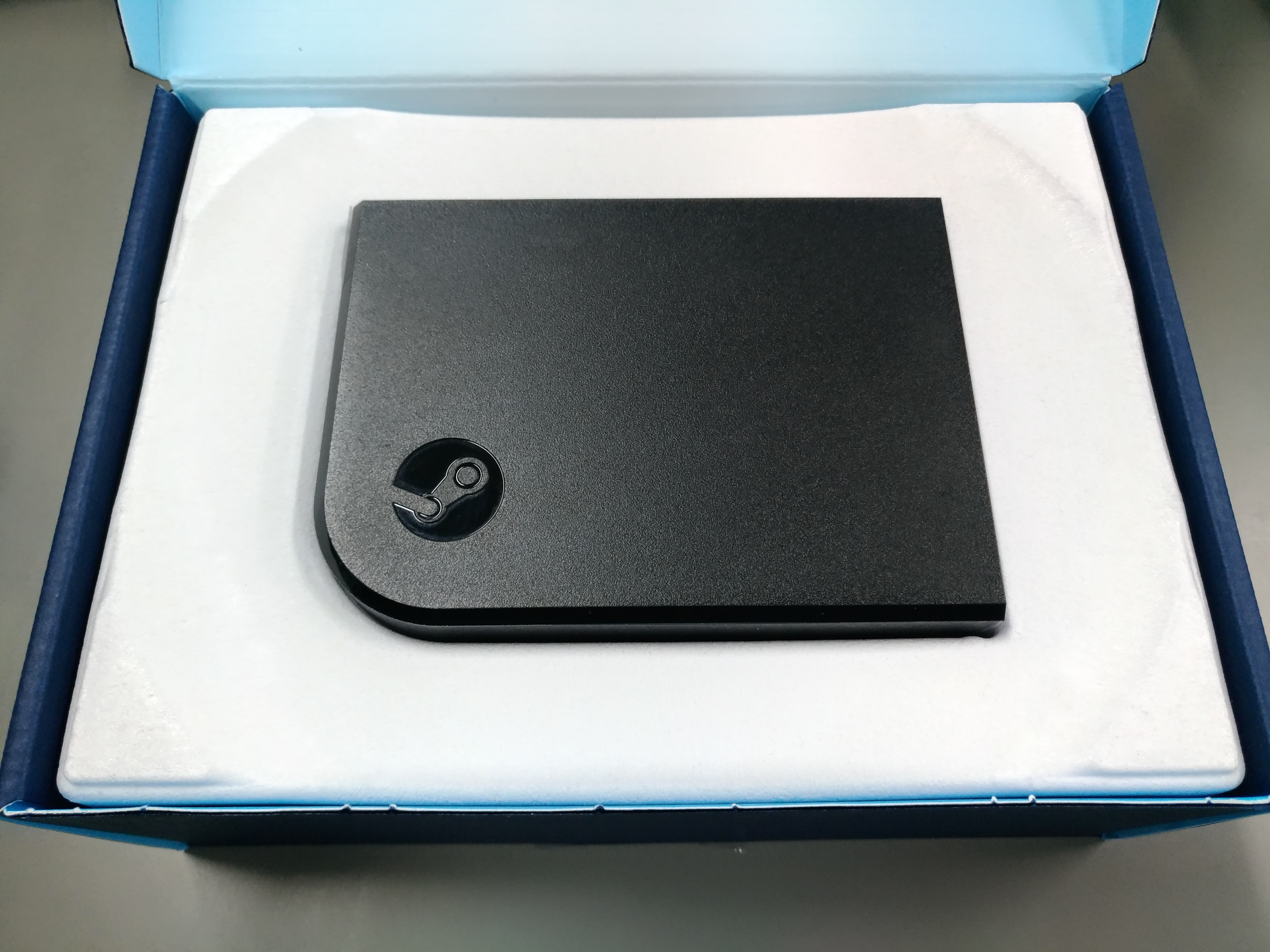
Steamリンク

Valveはキーボードやマウスに相当する操作性を実現するために3Dプリンターで作成した試作機で人間工学的なテストを繰り返した。初期デザインのコントローラーにはマウスと同等の機能を実現するトラックボールがあったが、結局指の動きを追跡することでトラックボールの動きをシミュレートできる機能といったより多くのカスタマイズ機能を開発者に提供するためにトラックパッドの採用を決めた。トラックパッドとコントローラーのデザインはコントローラーを持っている時にトラックパッド上で指が接触する面積が最小限になるようになっている。Steam Machineを製造するサードパーティーのハードウェアメーカーがいる現在の状態と異なり、Valveの予定ではSteam Machineのローンチ時点ではSteamコントローラーの製造メーカーはValveだけになるはずであった。Valveのグレッグ・クーマーはコントローラーの最良の実装および自社製品のビジョンを考えて決定したことであり「我々はサードパーティに設計に関する我々のアイデアやリファレンスモデルを提供し、コントローラーの製造を外部に委託しても、すぐに市場への十分な供給が本当に可能であるとは考えなかった。」と述べている。しかし、Valveはサードパーティがコントローラーを開発できるようにスペックを公開する予定であることを明確にしている。

### Steamリンク
Steamを起動できるコンピュータとは別の場所のディスプレイでSteamを利用するためのストリーミングデバイス。HDMI出力、有線LAN (RJ-45, 100Mbps)、無線LAN (IEEE802.11ac)、USB2.0 x3、Bluetooth v4.0、電源入力の各入出力を持つ。同一LAN上にSteamを起動したコンピュータがあれば自動的に認識し、接続が可能となる手軽さを売りとしている。

## SteamOS
Steam MachineではSteamOSというLinuxベースのオペレーティングシステムが搭載される予定でメディア共有、メディアサービス、ライブストリーミング、家族での共有、ペアレンタルコントロールといった機能を現行のSteamクライアントに追加し拡張している。クライアントは無料で使え、Steam Machineのスペックを満たすハードウェアならどれでもインストールできるようになるとしている。

## ゲームやソフトウェア
ゲームはLinuxやSteamOSでネイティブ動作するように開発される。Linuxとの互換性は既にSteamworksというアプリケーションプログラミングインタフェースを通して提供される機能で実現しており、パラドックスインタラクティブによればLinux下のSteamに対応した最近のゲームであれば全てSteamOSにおいて追加の修正無しで動作するとしている。ValveではSteamOSやSteam Machineでしか動作しないゲームを配信する予定はないとしており、サードパーティのゲームメーカーにもそのようなゲームの製作に注意を呼びかけている。しかし、SteamOS専用のゲームを開発することを禁止しているわけではなく、特にリビングルームでプレイするのが最適なゲームの開発を容認している。プレーヤーはまた、Steamが動く既存のPCからSteam MachineにあるWindowsやOS Xがネイティブ動作するSteam対応ゲームにアクセスが可能である。SteamPlayを通してユーザーはWindowsやOS Xで既に所持しているゲームをSteamOSでプレイすることが可能で、SteamOS対応ゲームを再購入する必要はない。